# Grigorij Žatkovič
Grigorij Ihnatij Žatkovič (in lingua rutena : Ґріґорій Ігнатій Жатковіч), noto negli Stati Uniti come Gregory Ignatius Zhatkovich (Holubyne, 2 dicembre 1886 – Pittsburgh, 26 marzo 1967) è stato un avvocato e attivista politico ruteno-americano, primo governatore della Rutenia subcarpatica cecoslovacca nel 1920-1921.

## Biografia
Žatkovič nacque nel villaggio di Holubyne, nel comitato di Bereg, in Austria-Ungheria (ora raion di Svaliava, Oblast' della Transcarpazia, in Ucraina) ed emigrò in Pennsylvania con i suoi genitori all'età di cinque anni. 
Suo padre, Paul Žatkovič, era il caporedattore del principale quotidiano ruteno-americano, Amerikansky Russky Viestnik. 
Žatkovič si diplomò al liceo di Pittsburgh, conseguì la laurea presso l'Università della Pennsylvania nel 1907 e il dottorato della facoltà di giurisprudenza di Penn nel 1910.

## Coinvolgimento negli affari ruteni, 1918-1921
In seguito al coinvolgimento di suo padre negli affari ruteni, Žatkovič nel 1918 prese il ruolo di portavoce del Consiglio nazionale americano degli Ugro-Ruteni, nel momento in cui lo scioglimento dell'Austro-Ungheria poneva il loro futuro - come quello di molti altri popoli - all'agenda diplomatica internazionale. 
Nel luglio 1918, i ruteni-americani si riunirono e chiesero la completa indipendenza della Rutenia carpatica. In caso contrario, avrebbero cercato di unirsi con la Galizia e Bucovina; e in mancanza di ciò, avrebbero richiesto l'autonomia, sebbene non avessero specificato in quale stato. 

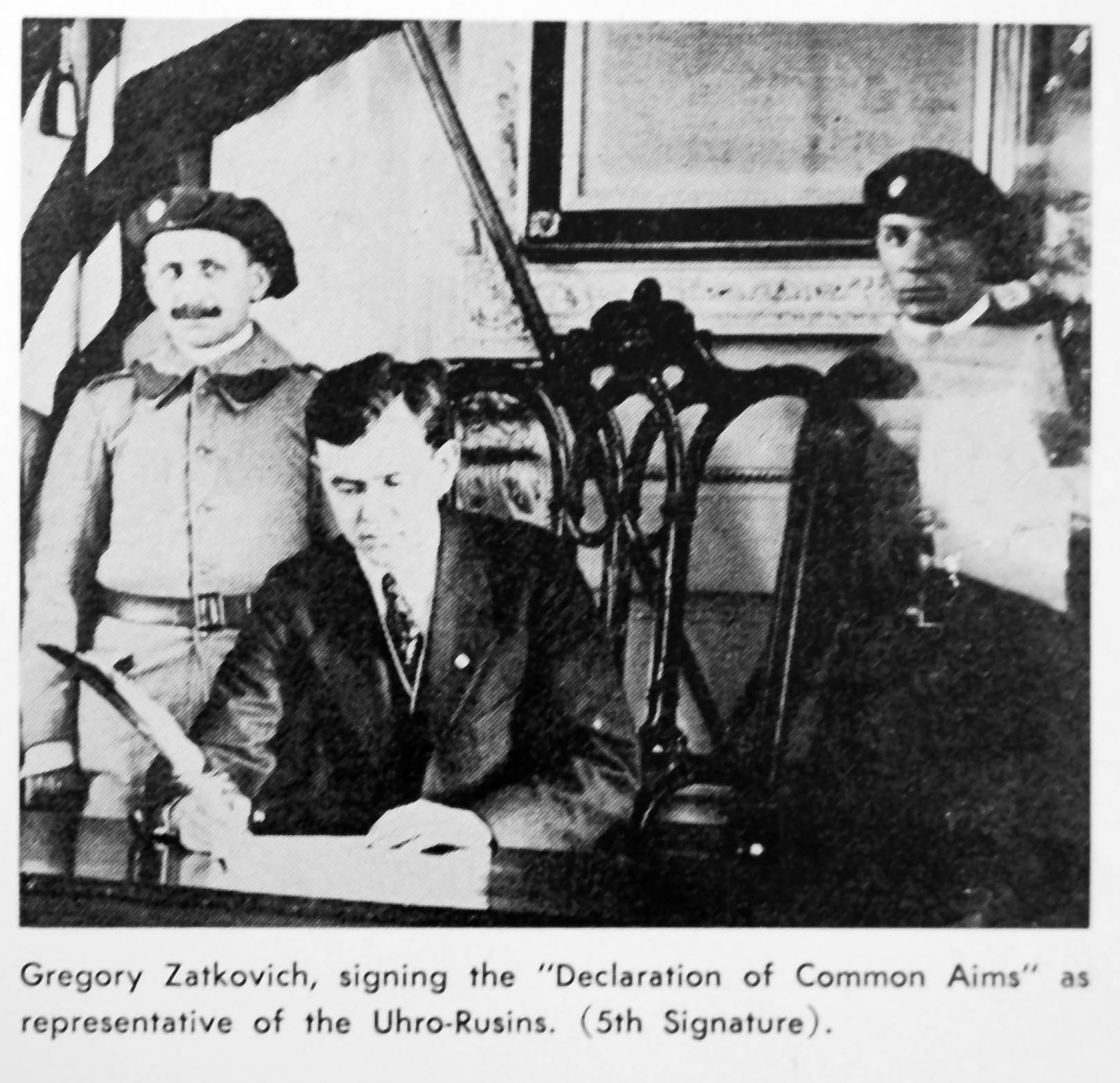
Grigorij Žatkovič firma la "Dichiarazione sugli obiettivi comuni" a Independence Hall, Filadelfia, 26 ottobre 1918.

I membri dell'amministrazione del presidente Woodrow Wilson dissero a Žatkovič e ad altri attivisti ruteno-americani che "l'unica opzione praticabile era l'unificazione con il nuovo stato della Cecoslovacchia". Žatkovič accettò che il meglio che potesse fare era lavorare per creare un posto per i ruteni in Cecoslovacchia, e firmò l "Accordo di Filadelfia" con il presidente cecoslovacco Tomáš Masaryk, garantendo l'autonomia dei ruteni all'unificazione con la Cecoslovacchia. 
Un referendum si è tenuto tra le parrocchie rutene statunitensi, con un 67% a favore. Nel maggio 1919, un Consiglio nazionale centrale si riunì sotto Žatkovič e votò all'unanimità per accettare la soluzione cecoslovacca. Un'assemblea tenutasi nel territorio stesso l'8 maggio 1919 "approvò la decisione del Consiglio Ugro-Ruteno americano di unirsi alla nazione ceco-slovacca sulla base della piena autonomia nazionale". 
Žatkovič fu nominato governatore della provincia da Masaryk il 20 aprile 1920. Si dimise, tuttavia, meno di un anno dopo, il 17 aprile 1921, per tornare alla sua pratica legale a Pittsburgh, in Pennsylvania, negli Stati Uniti. 

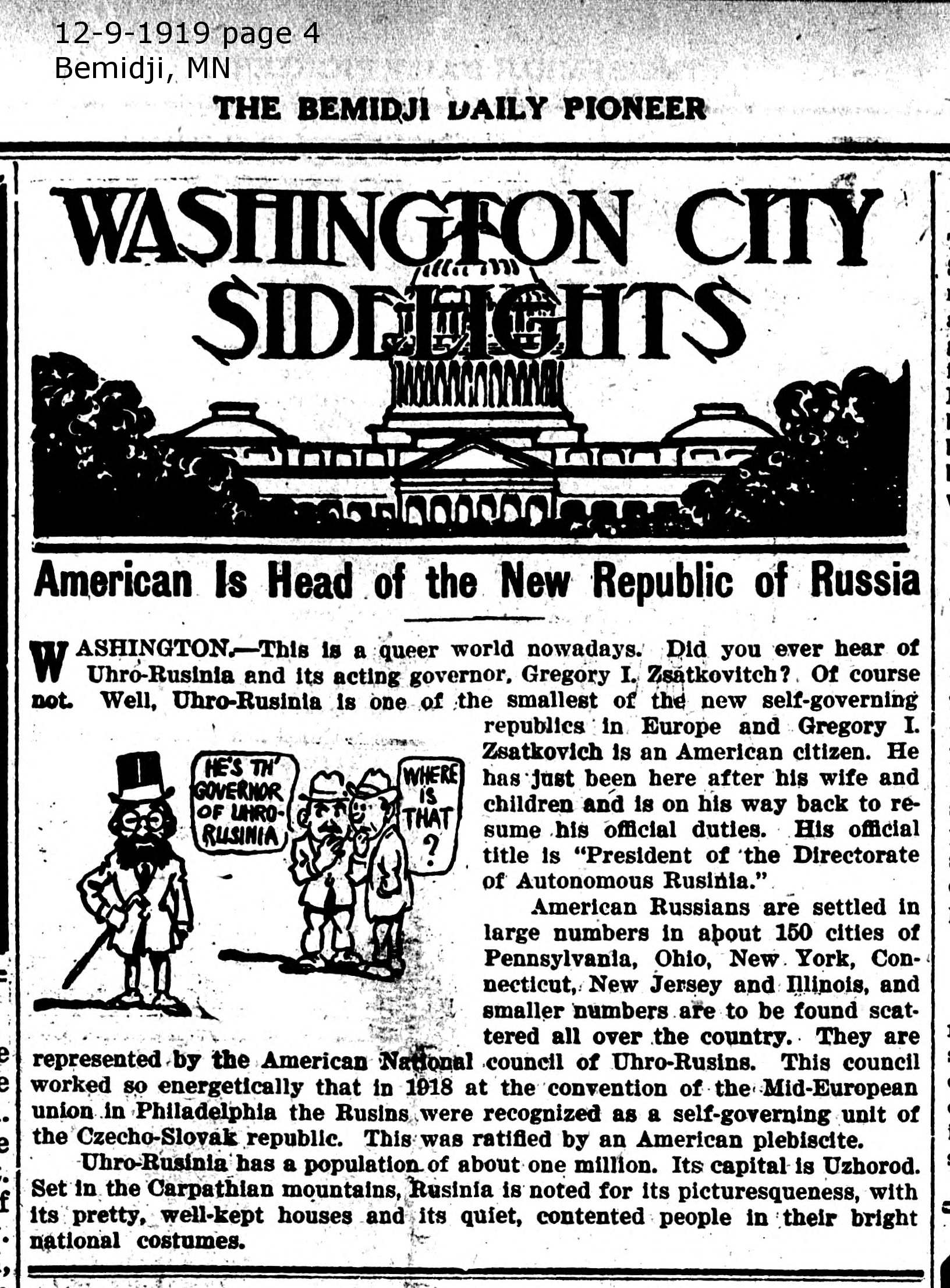
Grigorij Žatkovič, governatore della Rutenia

La ragione dichiarata delle sue dimissioni è stata l'insoddisfazione dei confini con la Slovacchia. 
Il suo mandato è un'anomalia storica in quanto Žatkovič fu l'unico cittadino americano che abbia mai agito come governatore di una provincia che in seguito divenne parte dell'URSS. 
Žatkovič morì a Pittsburgh nel 1967, all'età di 80 anni  e vi fu sepolto al Calvary Cemetery.

## Pubblicazioni
- The Rusin Question in a Nutshell, OCLC 22065508.

## Critiche
La terza parte del romanzo "A Carpathian Rhapsody", dello scrittore ungherese di sinistra Béla Illés - la cui trama si svolge nella Rutenia dei Carpazi tra la fine del XIX secolo e le conseguenze della prima guerra mondiale - si chiama "Il regno di Gregory Žatkovich ".  Il libro, molto parziale, presenta Žatkovič in modo negativo, sostenendo che fosse la marionetta degli interessi commerciali e militari americani e francesi e che avesse un controllo o un interesse limitati sul territorio posto sotto la sua responsabilità. 
Il libro afferma anche che gli interessi imperiali che affidarono a Žatkovič il comando erano principalmente interessati a usare il territorio come corridoio per le armi e munizioni da far arrivare alle forze antisovietiche che combattevano la guerra polacco-sovietica del 1920, e che Žatkovič dovette rassegnare le dimissioni dopo aver fallito di impedire ai comunisti locali di scioperare e sabotare ripetutamente la linea ferroviaria da Praga, attraverso la quale passavano le munizioni.